# San Cristoforo alla Certosa
Die Kirche San Cristoforo alla Certosa befindet sich in Ferrara an der Piazza Borso d’Este 50, ein integraler Bestandteil des Cimitero Monumentale della Certosa di Ferrara.

## Geschichte
1452 veranlasste Borso d’Este den Bau eines großen Klosters in Ferrara und lud die Kartäuser-Mönche von Grenoble ein, dieses zu errichten. Gemäß der Tradition des Ordens wählten sie weit entfernt vom Stadtzentrum einen isolierten Ort. Erst einige Jahrzehnte später, nach der von Ercole I. d’Este in Auftrag gegebenen Addizione Erculea, die dem Hofarchitekten Biagio Rossetti anvertraut wurde, lag der Komplex in der Nähe des neuen Stadtzentrums und wurde in die Mauern von Ferrara einbezogen.
Die heutige Kirche stammt aus dem Jahr 1498, als mit dem Bau neben der ursprünglichen Kirche begonnen wurde. Das Gotteshaus stellt das reifste Werk von Biagio Rossetti dar, auch wenn für einige Historiker die historischen Dokumente seine Urheberschaft nicht belegen. Die Öffnung für den Gottesdienst war erst 1551 möglich.
Die Mönche wurden mit den napoleonischen Aufhebung der Kirche und des Klosters enteignet. Es wurde von der Gemeinde Ferrara erworben und 1813 für den Gottesdienst wiedereröffnet. Das angrenzende Gelände wurde in einen monumentalen öffentlichen Friedhof umgewandelt. Die Urkirche und der Kreuzgang wurden später abgerissen, um einen Säulengang zu errichten, der den davor liegenden Platz prägt. Während des Zweiten Weltkriegs wurde sie schwer beschädigt, wobei der Glockenturm, die Apsisabdeckung und der Südgiebel des Querschiffs zerstört wurden. Von der ersten Nachkriegszeit bis heute hat es mehrere Restaurierungs- und Konsolidierungsarbeiten gegeben.

## Beschreibung

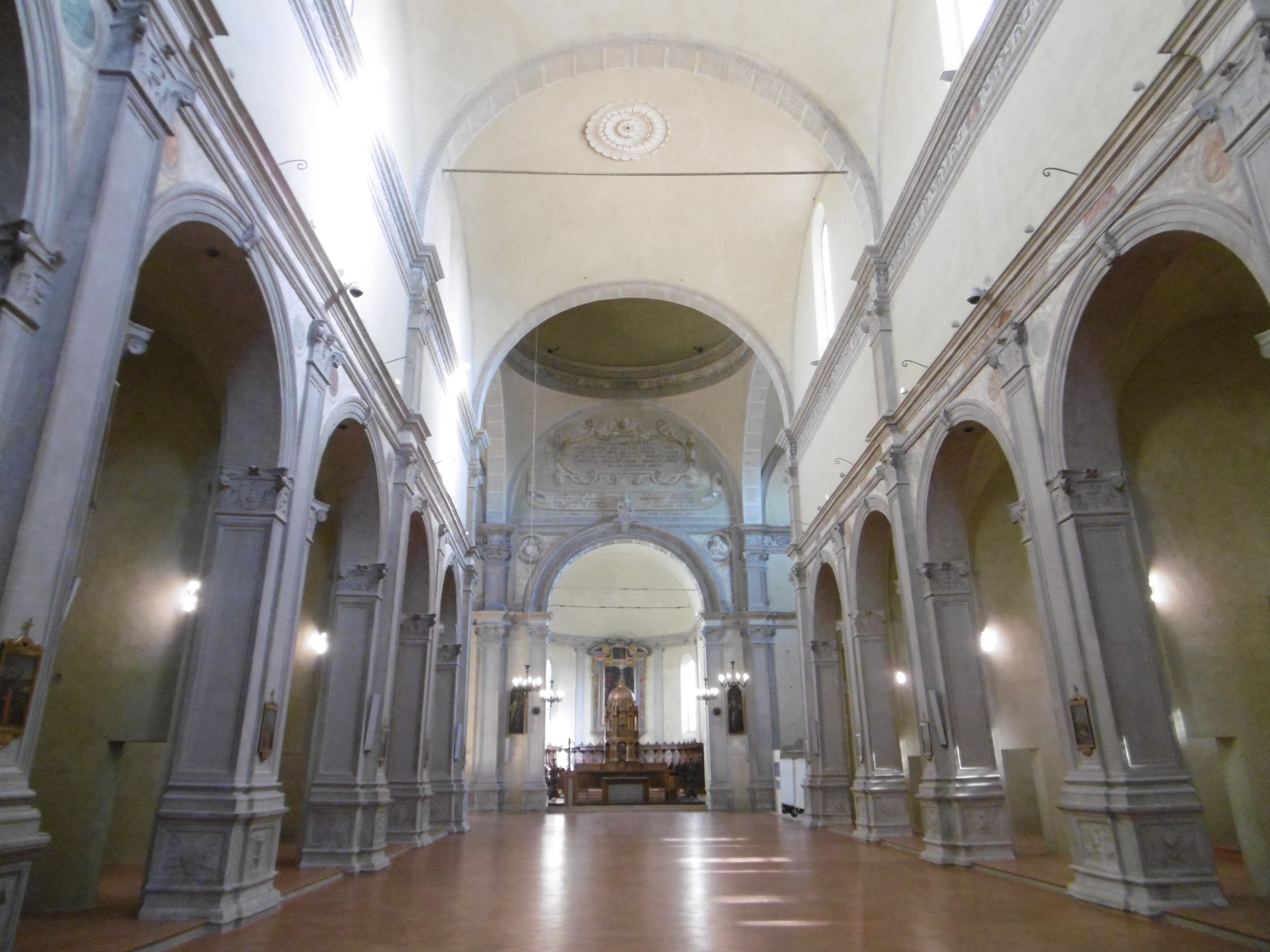
Innen

### Außen
Die Fassade ist unfertig und scheint für die Aufnahme einer Marmorverkleidung konzipiert worden zu sein. Im 17. Jahrhundert wurde das monumentale Marmorportal mit dem Wappen des Kartäuserordens hinzugefügt, das von Gaetano Barbieri aus Verona, Pietro Puttini und Francesco Zoppo (die beiden Putti) entworfen wurde.

### Innen
Das Innere ist grandios, mit einem einzigen Kirchenschiff und sechs Seitenkapellen. Die an den Sockeln der Säulen angebrachten Marmor-Flachreliefs gehen auf den Beginn des Jahres 1500 zurück und stellen die heraldischen Leistungen der Familie Este dar, insbesondere die von Borso d’Este (Paradour, Brunnen, Einhorn), Herkules I. (Diamant, Eiche, Hydra), Alfonso I. (Granate). Es gibt auch viele religiöse Symbole der Kartäuser.
Die Kirche beherbergt Werke von Nicolò Rosselli, Lodovico Carracci, Agostino Carracci, Sebastiano Filippi, Francesco Naselli, Giacomo Parolini, Giuseppe Antonio Ghedini und anderen Malern aus Ferrara aus den späten 1500er Jahren. Auf dem Hochaltar befindet sich ein wertvolles Ziborium aus Holz, das vom Architekten Nicolò Donati entworfen und 1597 von Marc'Antonio Maldrato realisiert wurde. Der hölzerne Chor mit 56 intarsierten Gestühlen wird Pier Antonio degli Abbati zugeschrieben und stammt aus der Kirche Sant'Andrea.